# 圆囊溞属
圆囊溞属（学名：Podon）也称大眼溞属，为圆囊溞科的一个属。广泛分布于近海岸，但盐幅极广，可进入半咸水域生活。

## 下属物种
- 中型大眼溞 Podon intermedius Lilljeborg, 1853
- 刘氏大眼溞 Podon leuckarti G. O. Sars, 1862
- 多型大眼溞 Podon polyphemoides Leuckart
- 史氏大眼溞 Podon schmackeri Poppe